# Kazimierz Gregorowicz
Kazimierz Gregorowicz (ur. 14 kwietnia 1833 w Bilczy, zm. 25 lutego 1889 w Paryżu) – adwokat, powstaniec styczniowy, naczelnik oddziałów powstańczych w Lublinie.
Autor pracy o powstaniu: Pogląd krytyczny na wypadki z 1861, 1862 i 1863 r. i zaczerpnięte z nich wskazówki polityczne z powodu prac Bolesławity, wydanej we Lwowie w 1880. 
Później na emigracji we Francji. Pochowany na Cmentarzu Montparnasse w Paryżu.
W 2020 ukazała się, poświęcona mu książka Wiesława Śladkowskiego Kazimierz Gregorowicz. Naczelnik cywilny województwa lubelskiego w 1863 r. i orędownik unii polsko-ukraińskiej (Wydawnictwo Poznanie Władysław Sokołowski, Warszawa 2020, ISBN 978-83-953065-2-5).